# Syagrus stenopetala
Syagrus stenopetala är en enhjärtbladig växtart som beskrevs av Karl Ewald Maximilian Burret. Syagrus stenopetala ingår i släktet Syagrus och familjen Arecaceae.
Artens utbredningsområde är Venezuela. Inga underarter finns listade i Catalogue of Life.